# Macivorita
La macivorita és un mineral de la classe dels fosfats.

## Característiques
La macivorita és un fosfat de fórmula química (NH₄)₃Al₅(PO₃OH)₆(PO₄)₂·18H₂O. Va ser aprovada com a espècie vàlida per l'Associació Mineralògica Internacional en el mes de març de l'any 2025, i encara resta pendent de publicació. Cristal·litza en el sistema trigonal.
L'exemplar que va servir per a determinar l'espècie, el que es coneix com a material tipus, es troba conservat a les col·leccions mineralògiques del Museu d'Austràlia Meridional, a Adelaida, Austràlia, amb el número de registre: G35467.

## Formació i jaciments
Va ser descoberta a les coves de Skipton, situades al mont Widderin, dins el comtat de Corangamite (Victòria, Austràlia), sent aquest indret l'únic de tot el planeta on ha estat descrita aquesta espècie mineral.